# 강민첨
강민첨(姜民瞻, 963년 12월 22일 ~ 1021년 12월 24일)은 고려의 문관이다.
고려 거란 3차 전쟁 시 상원수 강감찬(姜邯贊)과 함께 원수(元帥)가 되어 출전하여 귀주대첩을 승리로 이끌었다. 그는 이 공으로 상장군으로 진급하며 지중추부사·병부상서에 올랐으며, 고려-거란 전쟁 종전 2년 만에 별세하게 되자 고려 조정에서는 3일 동안 조회를 열지 않았다. 현종은 사후 그에게 정1품 태자태부(太子太傅)와 정2품 문하시랑평장사(門下侍郎平章事)로 추증하고 은렬(殷烈)이란 시호를 내렸다.

## 생애
- 963년 고려 광종 14년 진주에서 원윤 벼슬을 한 아버지 강보능과 어머니 거창 신씨 사이에서 태어났다. 강민첨의 탄생지는 현 은렬사로 이를 알리는 비가 서있다.

- 977년 15세까지는 향교에서 시서예악을 닦았으며, 1005년 목종 8년, 4월 문과에 급제하였다. 장사랑, 문림랑, 도교령 동정을 거쳐, 안변도호부 장서기(掌書記)로 일을 하였다.
- 1007년 국자주부동정(國子主簿同正), 도호사록참군(都護司錄參軍), 상서직장동정(尙書直長同正),
- 1010년 현종 1년 애수진장(隘守鎭將)- 거란침입시 통군록사(統軍錄事) 조원(趙元)과 함께 흩어진 군사를 모아 9일간 서경성을 지켜 개경의 현종을 남쪽으로 무사히 몽진하게 했다.
- 1011년 도관시(都官試) 원외랑(정6품)에 제수되고 비어대(斐魚袋 허리에 차던 비단으로 된 장신구)를 하사 받았다.

- 1011년 8월 거란의 침공으로 동북면의 고려군이 빠진것을 안 동여진(東女眞)은 배 100여척 으로 고려 3경(京) 중 하나인 동경(東京) 경주를 침공했다. 고려는 수도 개경(開京) 외에, 옛 고구려의 수도였던 평양을 서경(西京)이라 하고, 옛 신라의 수도였던 경주를 동경(東京)이라 하여 3경으로 삼았는데,동여진이 고려의 동경(東京) 경주를 침공하여 옛 왕궁을 폐허로 만들고, 분황사(芬皇寺)를 소실시킬 정도로 경주를 초토화 시켰다.

- 1012년 5월 현종 3년, 동여진이  청하현, 영일현, 장기현 (현 포항시)일대를 또 다시 침공하자  현종은 강민첨 장군을 안찰사로 파견하였다.   강민첨 장군은 문연 이연택 조자기 등을 장수로 삼고 진명도부서 소속의 고려수군을 지휘하여, 강민첨 장군 휘하의 과선(戈船) 철갑선 75척과 고려수군 3천여명으로  동여진 해적선 100여척,2000여명의 동여진 해적과  동해 앞바다에서 격렬한 해전을 벌여 동여진 해적을 전멸 시켰다.  이후 동여진은 1012년 10월 여진의 모일라 부족장 일행이  30성 부락을 거느리고 화주에 와서 고려와 맹약을 맺는다.

- 1016년에는 내사사인(內史舍人)이 되었고, 1017년에는 태복경(太僕卿)이 되었다.
- 1018년 12월 현종 9년 거란이 10만을 군사를 이끌고 재침입하자, 대장군(大將軍) 재직 중에 원수(元帥)가 되어 적장 소배압(蕭排押)거란군을 흥화진,자산(慈山),연주 에서 대파하고,귀주와 반령에서 거란군을 전멸시켰다.고려거란3차전쟁과 귀주대첩을 실질적 통솔과 지휘하여 전쟁을 승리로 이끈 민족의 구국 영웅이다.

- 1019년 은청흥록대부 응양상장군(鷹揚上將軍) 상주국(上柱國) 천수현개국남(天水縣開國男) 식읍300호에 봉해지고 우산기상시(右散騎常侍) 임명,
- 12월에는  추성치리익대공신(推誠致理翊戴功臣)로 임명되었다.
- 1020년 3월 병부상서 임명,   현릉 개장의 공으로 금자흥록대부가 되었다.
- 1021년 11월 12일에 별세하니, 조정에서는 3일 동안 조회를 하지 않았으며, 그의 공로로 아들 단에게도 녹자(祿資)를 하사했다.
- 현종은 강민첨 사후 태자태부,문하시랑평장사(門下侍郎平章事) 수상급으로 추증하고 은렬(殷烈)이란 시호를 내려, 진주(진양) 강씨 은열공파가 탄생되었다.
- 고려는 수상(首相) 문하시중(門下侍中)에 임명된 사람이 없을 경우 서열상으로는 아래지만 품계 종1품 동급인 중서령이 존재함에도 불구하고, 문하시중의 바로 밑인 정2품 문하시랑 평장사가 수상(首相)이 되었다.
- 1046년(정종 12)에 공신도형(功臣圖形)에 올려 삼한벽상공신이 되었으며, 청주 충현사에 인헌공(강감찬)과 함께 배향 되었다.

- 11월. 제서를 내려 이르기를,

“대중상부(大中祥符) 3년(1010)에 거란이 들어와 노략질하였을 때, 서북면도순검사(西北面都巡檢使) 양규(楊規)와 부지휘(副指揮) 김숙흥(金叔興) 등은 선봉에 나아가 힘써 격투를 벌이며 연이은 전투에서 적을 돌파하였지만 화살이 고슴도치의 털처럼 집중되어 모두 전장에서 전사하였다. 
또한 대중상부 11년(1018) 거란 병사가 난입하였을 적에는 병부상서 지중추원사(兵部尙書知中樞院事) 강민첨(姜民瞻)이 원수(元帥)가 되어 북을 치며 힘써 돌격하여 반령(盤嶺)의 들판에서 크게 패배시켰으니, 
거란군이 퇴각하면서 창과 갑옷을 내버려 길거리를 가득 메웠다. 
강민첨은 이에 10,000명을 포로로 잡거나 참수하였다. 그 공을 추념한다면 포상을 시행하기에 합당할 것이다. 
공신각(功臣閣)에 모습을 그려 이로써 후대를 권면할 만하다.”라고 하였다.
十一月. 制曰, “大中祥符三年丹兵入寇, 西北面都巡檢使楊規副指揮金叔興等挺身奮擊, 連戰破敵, 矢集如蝟毛, 俱沒陣下. 又於大中祥符十一年丹兵入,兵部尙書知中樞院事姜民瞻爲元帥, 鼓奮擊, 大敗於盤嶺之野, 丹兵奔北, 投戈委甲, 行路隘塞. 民瞻乃斬萬級. 追念其功, 合行褒奬. 可圖形功臣閣, 以勸後來.”

## 강민첨이 등장한 작품
- 《천추태후》(KBS, 2009년~2009년, 배우:김주호)
- 《고려거란전쟁》(KBS, 2023년~2024년, 배우:이철민)

## 같이 보기
- 귀주대첩
- 진주 강씨 (강이식)
- 은렬사
- 강민첨장군묘
- 강민첨초상